# Municipio 13 Cokey
El municipio 13 Cokey (en inglés: Township 13 Cokey) es un municipio ubicado en el  condado de Edgecombe en el estado estadounidense de Carolina del Norte. En el año 2010 tenía una población de 2.134 habitantes.

## Geografía
El municipio 13 Cokey se encuentra ubicado en las coordenadas 35°50′41.04″N 77°42′39″O / 35.8447333, -77.71083.